# Mayarí
Mayarí is een gemeente in de Cubaanse provincie Holguín. 
De stad is bekend door het door Compay Segundo gecomponeerde nummer van de Buena Vista Social Club, "Chan Chan".